# 滋賀県道532号余呉湖線
滋賀県道532号余呉湖線（しがけんどう532ごう よごこせん）は、滋賀県長浜市を通る一般県道である。

## 概要
長浜市余呉町川並から長浜市余呉町下余呉に至る。
余呉湖の南部湖岸を反時計回りで走る。

### 路線データ
- 起点：長浜市余呉町川並（滋賀県道33号西浅井余呉線交点）
- 終点：長浜市余呉町下余呉（滋賀県道33号西浅井余呉線交点）
- 総延長：5.5 km

## 地理

### 通過する自治体
- 長浜市

### 交差する道路
| 交差する道路             | 交差する場所 | 交差する場所 |
| ------------------------ | ------------ | ------------ |
| 滋賀県道33号西浅井余呉線 | 余呉町川並   | 起点         |
| 滋賀県道33号西浅井余呉線 | 余呉町下余呉 | 終点         |

### 沿線
- 戦没英霊之塔
- 余呉湖